# Fort dels Banys

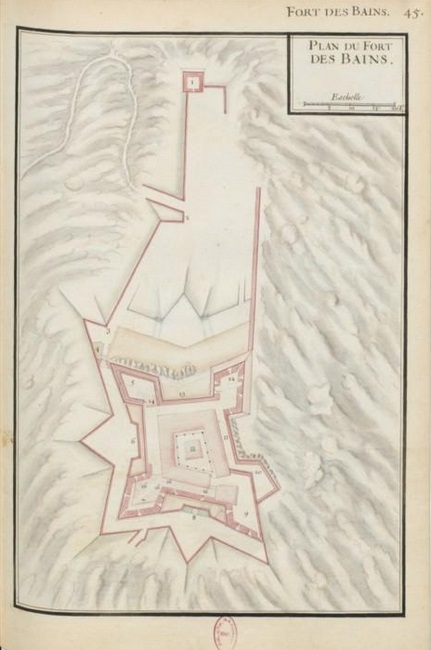
Plànol del 1693

El Fort dels Banys (Fort-les-Bains en francès), antigament Torre Reial del Puig dels Banys, és una antiga construcció d'ús militar situat a la comuna nord-catalana dels Banys d'Arles i Palaldà, al Vallespir (Catalunya del Nord). A ran dels murs occidentals de la fortificació passa el termenal amb Arles.
Està situat a la dreta del riu del Montdony i a prop de la confluència amb el Tec, per damunt del poble dels Banys d'Arles.

## Arquitectura

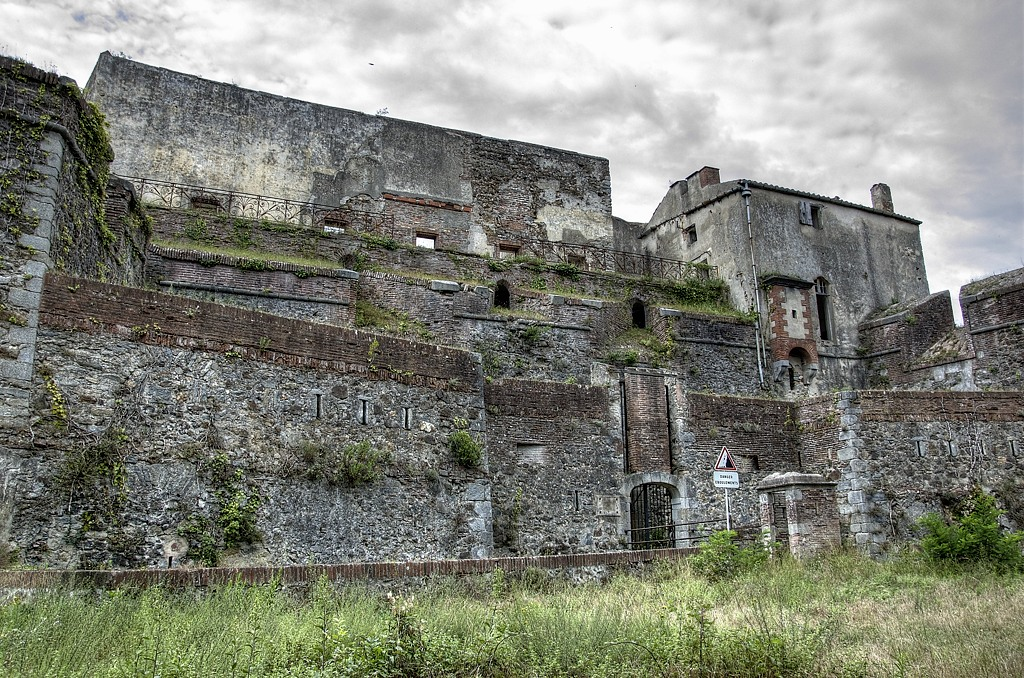
Façana oriental del fort

Es tracta d'un petit fort de base quadrada, sense tenir en compte els bastions angulars, d'uns 70 o 80 m de costat amb un edifici central per a hostatjar la guarnició i un bastió a cada angle. El 1674 s'hi afegí un camí cobert.

## Història
El fort s'alçà sobre una antiga torre de defensa, construïda el segle xiii per Nunó Sanç I, esmentada el 1389 com a "torre del Puig dels Banys", que fou aterrada el 1668.

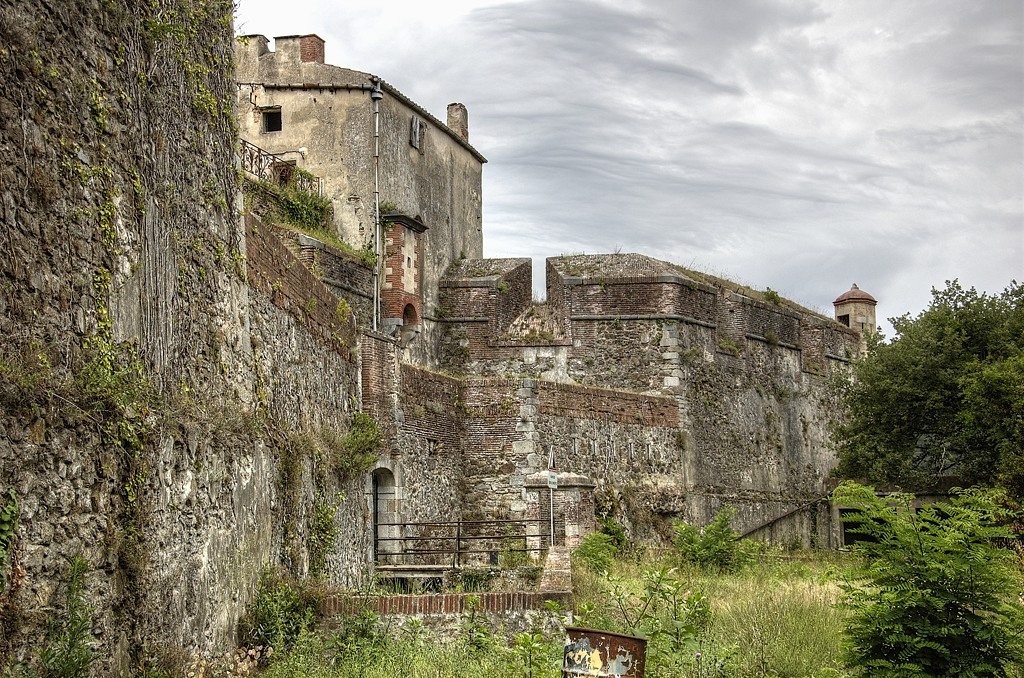
Vistes dels murs orientals

El propòsit inicial del fort fou de control territorial i de prevenció del contraban de la sal, vinculat a les conteses dels Angelets de la Terra que combatien la gabella de la sal, imposada el 1661. El comte de Chamilly, que havia reprimit amb energia els Angelets, i amb el suport de Louvois, ministre de la guerra, impulsà la construcció d'un fort, que s'encomanà a l'enginyer militar Jacques de Saint-Hilaire  responsable de les fortificacions del Rosselló. La construcció, amb participació del també enginyer Christophe Rousselot, s'inicià el 1670 i s'acabà el 1674. Poc després rebé un primer atac espanyol, repel·lit amb facilitat.

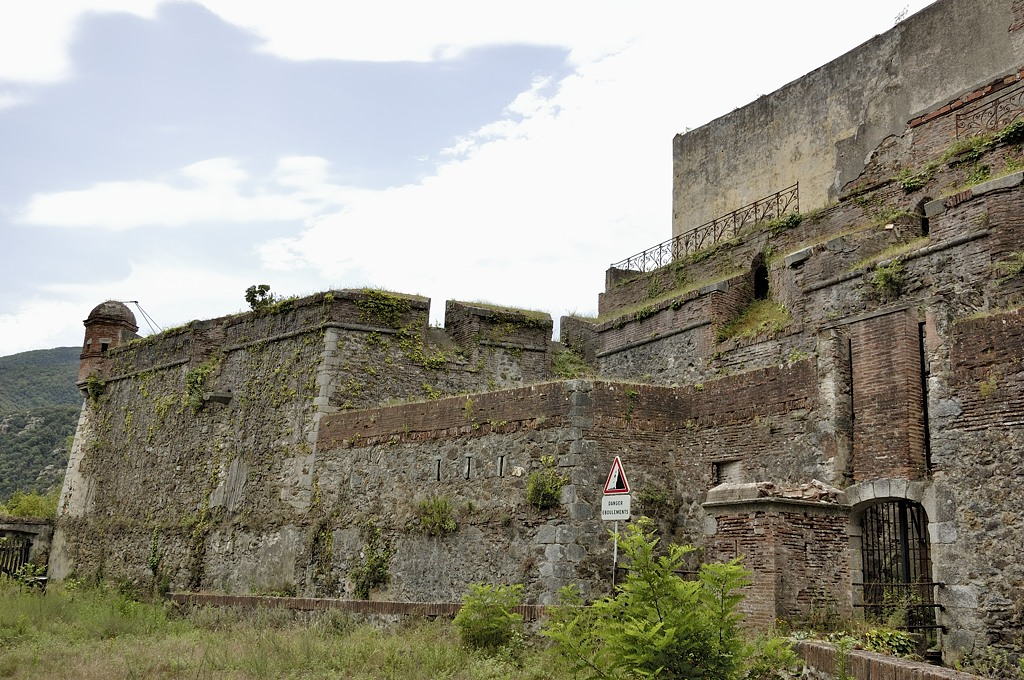
Com l'anterior, des d'un altre angle

En la segona gira d'inspecció que Vauban va fer a les defenses del Rosselló, el 1679, "criticà severament" l'enginyer i proposà modificacions als dissenys, que Sainte-Hilaire hagué de portar a terme. No s'hi dedicà més, perquè considerà que el lloc era de poca importància i que altres places podien tenir-ne més. De totes passades, les crítiques de Vauban en el sentit que l'aquarterament estava sobreexposat, o que tenia poca capacitat de flanqueig, s'han de contraposar a l'objectiu primari amb què havia estat dissenyat: no com a plaça forta per a resistir una invasió espanyola seriosa i ben equipada, sinó com a punt de control de contraban, i com a base per a la repressió d'eventuals alçaments de la població civil. Confirmant les prediccions de Vauban, al segle xviii el Fort dels Banys va ser pres per tropes enemigues en poc més de 30 dies de setge.

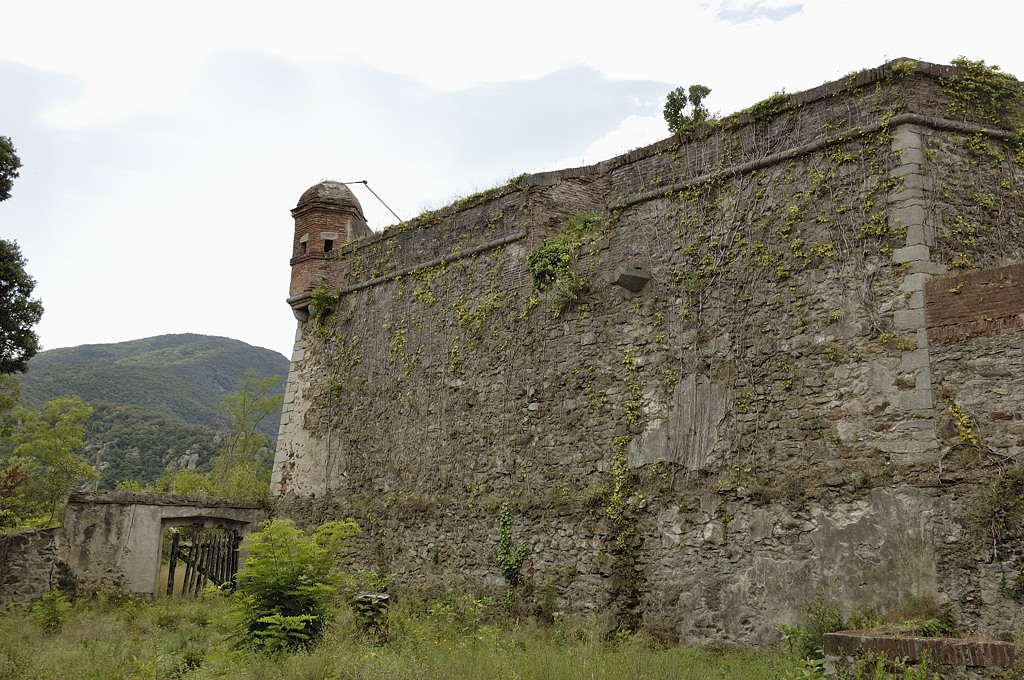
Un dels bastions angulars, amb el torricó

El 1888 es redactà un projecte per millorar-ne les defenses, en el marc de la defensa dels Pirineus, però no s'arribà a portar a terme.
El Fort dels Banys va ser declarat Monument històric de França el 18 de desembre del 1909. Una maqueta del fort es conserva al Musée de Plans et Reliefs de París. La construcció és de propietat privada en el present, i l'estat de conservació seria molt millorable.

### La Guerra Gran
En el context de les Guerres de la Revolució Francesa, la Guerra Gran generà un seguit d'episodis bèl·lics que tingueren lloc principalment a la Catalunya del Nord i Sud i al País Basc. El general espanyol Antonio Ricardos entrà a França per Sant Llorenç de Cerdans i descendí la vall del Tec. Després de prendre Arles, deixà assetjat el Fort dels Banys i prengué Ceret. La progressió de l'exèrcit espanyol es veié aturada al Mas Déu i a Paretstortes; posteriorment, van bufar nous vents, i les tropes franceses contraatacaren i prengueren Figueres i Roses abans que no se signés la pau a Basilea.
Després d'haver ocupat Sant Llorenç de Cerdans i Arles, el 30 d'abril del 1793 les tropes espanyoles decidiren assetjar el Fort dels Banys. Aquest tenia una guarnició, segons les fonts, d'entre 350 i 440 homes, pertanyents al 61è regiment d'Infanteria (Regiment de Vermandois), potser amb elements pertanyents al 7è regiment d'Infanteria (Regiment de Champagne) i als batallons nacionals de Nantes i dels Alts Pirineus. Estava sota el comandament del capità Michel Daudies
 que era un oficial amb una carrera meteòrica: soldat el 1785, caporal el 1786, sergent major el 1791, tinent el 1792, i capità a l'any següent.
Durant el mes de maig, les tropes espanyoles establiren un campament de vigilància vora el mas Pegrís i, sota la direcció de l'enginyer militar Joan Escofet, la infanteria tallà els camins de Montboló, Palaldà i Montalbà dels Banys per privar el fort de rebre reforços i reavituallar-se. El 28 de maig, tropes de reforç franceses procedents de Vilafranca de Conflent foren batudes al pla d'en Guillem, al massís del Canigó, eliminant la possibilitat de socórrer la guarnició; l'endemà, els soldats espanyols del 1r Regiment d'Infanteria Lleugera de Catalunya calaren foc al poblet dels Banys en represàlia perquè els habitants havien ajudat amb queviures la guarnició del fort. A començaments de juny, els assetjants bastiren dues bateries d'artilleria i n'encetaren una tercera per bombardejar el fort: la situació s'hi feu insostenible, tant militarment (per la vulnerabilitat de les fortificacions que Vauban ja havia exposat un segle abans), com per la manca de menjar, com per una epidèmia d'escorbut que incapacitava els soldats. Daudies es rendí el 3 de juny del 1793, amb condicions: les tropes franceses sortiren del fort mentre rebien honors de guerra dels regiments d'Infanteria de Granada i de Navarra, i 48 soldats francesos malalts foren traslladats a l'hospital de Ceret per a ser atesos. El comandant i la resta de la guarnició van ser internats presoners a Granada fins a la fi de la guerra.